# Hexagonia variegata
Hexagonia variegata är en svampart som beskrevs av Berk. 1852. Hexagonia variegata ingår i släktet Hexagonia och familjen Polyporaceae.   Inga underarter finns listade i Catalogue of Life.